# Kawasaki C-2
Le Kawasaki C-2 (anciennement C-X) est un avion de transport militaire japonais, de la même catégorie de taille que l'Airbus A400M européen.

## Historique

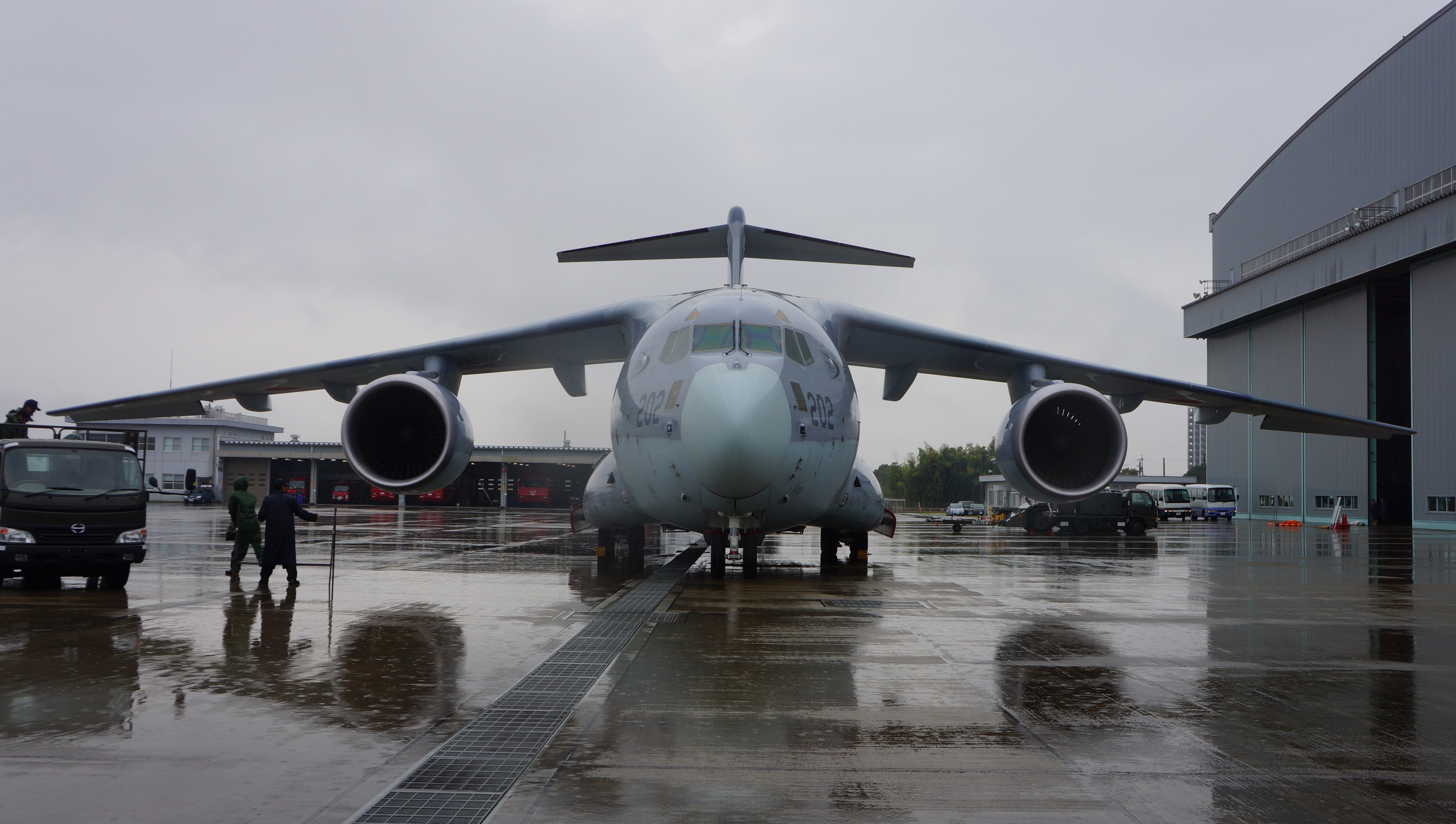
On peut voir sur ce plan les ailes en position haute et la dérive en T.

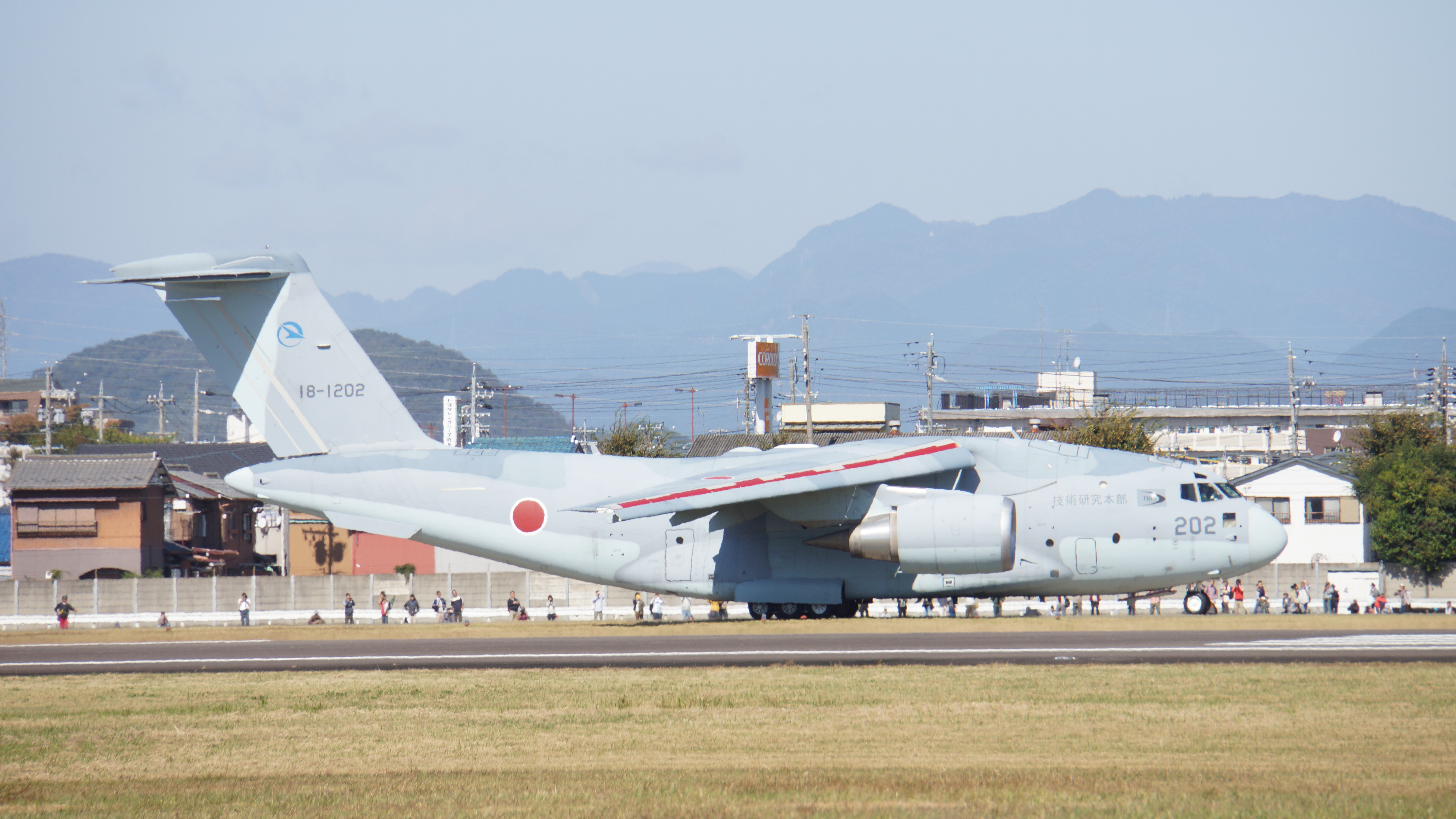
Un des prototypes du C-2 le 25 octobre 2015.

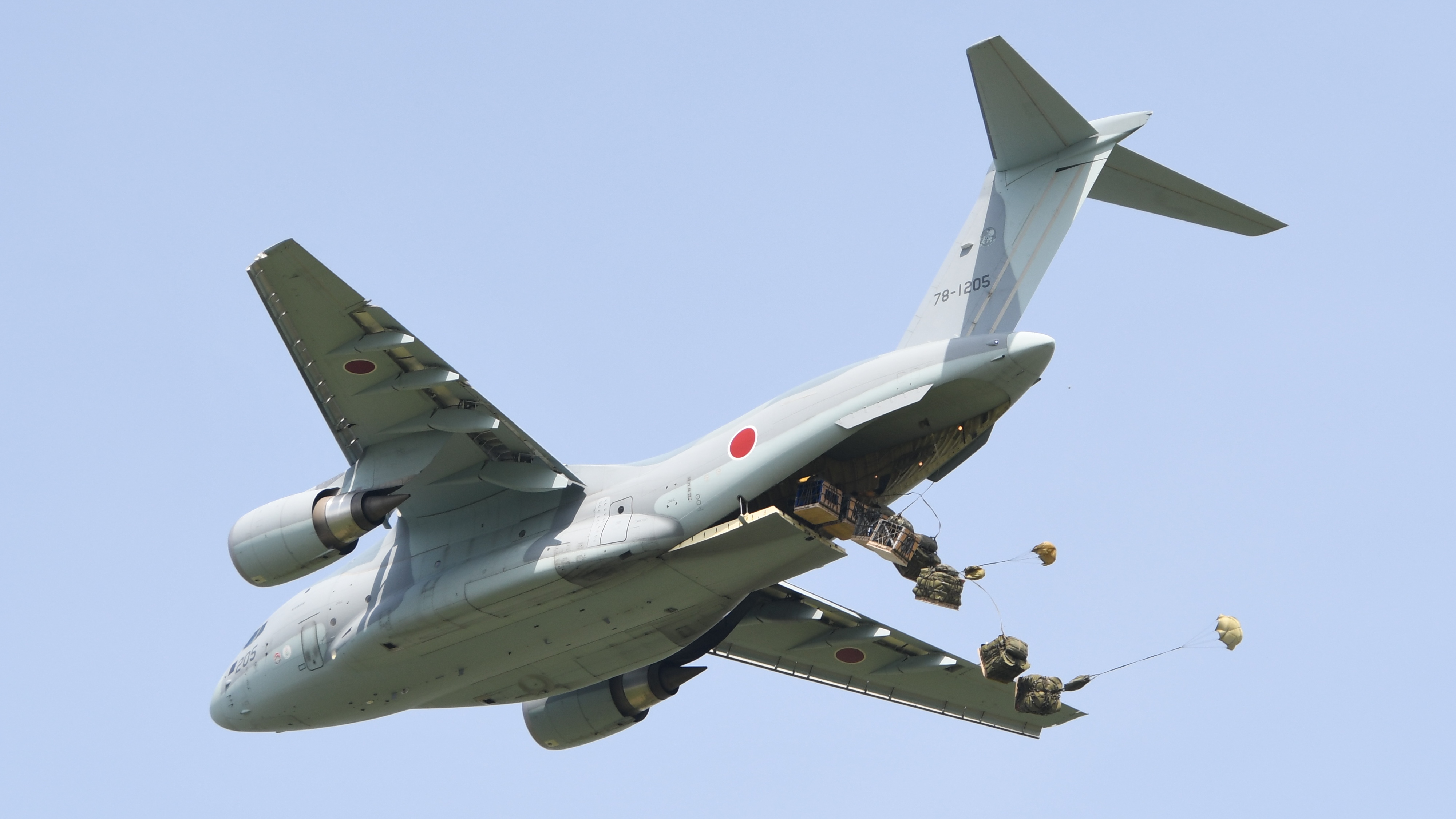
Démonstration d'aérolargage le 27 mai 2018.

Ce biréacteur est développé par Kawasaki Heavy Industries (KHI) sur demande de la Force aérienne d'autodéfense japonaise. Soixante C-2 sont prévus pour remplacer les Kawasaki C-1 et les Hercules C-130 utilisés par les forces japonaises, l'entrée en service était initialement prévue pour 2011.
Un des prototypes entre en service actif en mars 2016 et le premier avion de série est livré le 30 juin 2016.
Le 30 mars 2017, les trois premiers avions de série sont réceptionnés par la 3e Escadre de transport aérien tactique, qui les utilise sur l'aéroport de Yonago-Miho.
En 2023, il est envisagé qu'il puisse embarquer des palettes de missiles AGM-158 JASSM-ER:

## Caractéristiques

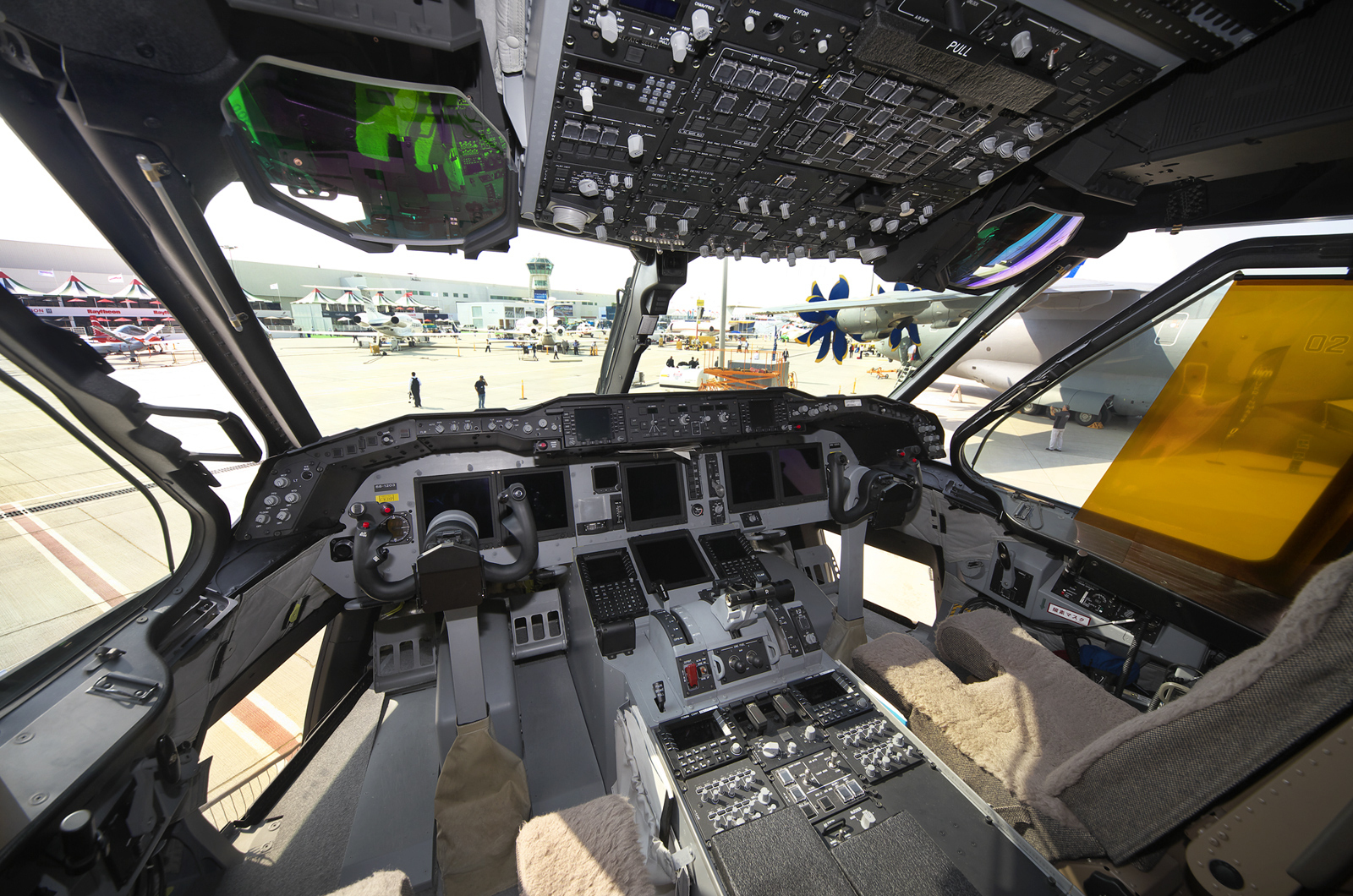
Poste de pilotage d'un C-2 en 2017.

Sa soute d'une dimension de 16 × 4 × 4 m peut emporter soit environ 120 hommes, un maximum de 8 palettes master 463 l, un blindé léger ou un hélicoptère Mitsubishi H-60 avec une charge maximale de 37,6 tonnes.
Son autonomie est de 7 600 km avec une charge de 20 tonnes, 5 700 km avec 30 tonnes, 4 500 km avec 36 tonnes. 
Le second prototype, immatriculé 18-1202, a été utilisée à partir du 6 février 2018 pour la réalisation d'un appareil de renseignements électroniques (ELINT), le RC-2, qui a fait l'objet d'essais en vol début 2018 depuis la base aérienne de Gifu. Il est réceptionné le 1er octobre 2020 par l'escadron de guerre électronique.